# Juliette Gréco
Juliette Gréco (Montpellier, 7 febbraio 1927 – Ramatuelle, 23 settembre 2020) è stata una cantante e attrice francese.

## Biografia

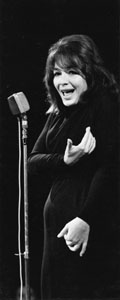
Juliétte Gréco nel 1963

Juliette Gréco nacque a Montpellier, nel dipartimento dell'Hérault (nell'Occitania francese), da padre corso, Gérard Gréco, e da madre francese originaria di Bordeaux, Juliette Lafeychine; a seguito del divorzio dei genitori, venne cresciuta dai nonni materni. Come afferma la biografia riportata nel suo sito ufficiale, ad appena sedici anni fu coinvolta nella Resistenza e, prima della conclusione della seconda guerra mondiale, venne arrestata dalla Gestapo e rischiò di essere deportata dalle truppe naziste; si salvò per la sua giovane età, ma finì internata nella prigione di Fresnes.
Nel 1946 si trasferì nel quartiere di Saint-Germain-des-Prés a Parigi, dopo che la madre aveva lasciato il paese per l'Indocina assieme alla marina francese. La Gréco divenne così un'accanita bohemienne e venne considerata una musa degli esistenzialisti francesi dell'epoca. Debuttò, ancora molto giovane, esibendosi come cantante nei caffè parigini di Saint-Germain-des-Prés.
Nel 1949 conobbe il trombettista Miles Davis, giunto a Parigi – con una band composta da Tadd Dameron, Kenny Clarke, James Moody e Pierre Michelot – per una serie di concerti al Paris Jazz Festival. I due ebbero un'intensa relazione, come racconta Davis stesso nella propria autobiografia. Una volta tornato negli Stati Uniti (dopo appena un paio di settimane), anche a causa di questa brusca e non voluta separazione, Davis cadde in una profonda depressione che sfociò negli anni bui dell'eroina. Davis e la Gréco, comunque, si incontrarono diverse altre volte nel corso della vita (pur avendo ormai intrapreso strade differenti) e rimasero in buoni rapporti.
Il repertorio delle canzoni di Juliette Gréco è incentrato su versi scritti da autori famosi, come Raymond Queneau (Si tu t'imagines), Jean-Paul Sartre – amico personale della cantante - (La Rue des Blancs-Manteaux), Jacques Prévert (Les feuilles mortes), testi poi messi in musica.
Attrice di rilievo, seppe distinguersi per interpretazioni notevoli anche presso il pubblico italiano, con il famoso sceneggiato televisivo Belfagor, trasmesso dalla Rai negli anni sessanta. La passione per la saga di Belfagor l'ha accompagnata per tutta la vita, spingendola nel 2001 ad apparire in un breve cameo in Belfagor - Il fantasma del Louvre.
Si sposò tre volte: con l'attore Philippe Lemaire (1953-1956), da cui ebbe una figlia, Laurence-Marie Lemaire, nata nel 1954, con l'attore Michel Piccoli (1966-1977) e col pianista Gérard Jouannest (dal 1988 al 2018, anno in cui rimase vedova).
Juliette Gréco è morta il 23 settembre 2020, all'età di 93 anni, nella sua casa di Ramatuelle, in Provenza.

## Discografia
- 1950 - Si tu t'imagines, testi di Raymond Queneau e musiche di Joseph Kosma
- 1950 - La Fourmi, testi di Robert Desnos e musiche di Joseph Kosma
- 1951 - Je suis comme je suis, testi di Jacques Prévert e musiche di Joseph Kosma
- 1951 - Les Feuilles mortes, testi e musiche di Joseph Kosma per il film Les portes de la nuit di Marcel Carné
- 1951 - Sous le ciel de Paris, testi di Jean Dréjac e musiche di Hubert Giraud per il film Sous le ciel de Paris di Julien Duvivier
- 1951 - Je hais les dimanches, testi di Charles Aznavour e musiche di Florence Véran
- 1953 - La Fiancée du pirate, estratto da The Threepenny Opera, adattamento francese di André Mauprey dai testi di Bertolt Brecht, e musiche di Kurt Weill
- 1954 - Coin de rue, testi e musiche di Charles Trenet
- 1955 - Chanson pour l'Auvergnat, testi e musiche di Georges Brassens
- 1960 - Il n'y a plus d'après, testi e musiche di Guy Béart
- 1961 - Jolie Môme, testi e musiche di Léo Ferré
- 1961 - C'était bien (Le P'tit bal perdu), testi di Robert Nyel e musiche di Gaby Verlor
- 1962 - Accordéon, testi e musiche di Serge Gainsbourg
- 1962 - Paris canaille, testi e musiche di Léo Ferré
- 1963 - La Javanaise, testi e musiche di Serge Gainsbourg
- 1966 - Un petit poisson, testi di Jean-Max Rivière e musiche di Gérard Bourgeois
- 1967 - Déshabillez-moi, testi di Robert Nyel e musiche di Gaby Verlor
- 1970 - Les Pingouins, testi e musiche di Frédéric Botton
- 1971 - La Chanson des vieux amants, testi di Jacques Brel e musiche di Gérard Jouannest
- 1971 - J'arrive, testi di Jacques Brel e musiche di Gérard Jouannest
- 1972 - Mon fils chante, testi di Maurice Fanon e musiche di Gérard Jouannest
- 1977 - Non monsieur je n'ai pas vingt ans, testi di Henri Gougaud e musiche di Gérard Jouannest
- 1983 - Le temps des cerises, testi di Jean-Baptiste Clément e musiche di Antoine Renard
- 1988 - Ne me quitte pas, testi e musiche di Jacques Brel
- 2003 - L'Éternel féminin
- 2009 - Je me Souviens De Tout
- 2011 - Ça se Traverse et C'est Beau
- 2013 - Gréco chante Brel
- 2015 - Merci

## Filmografia

### Cinema
- Aller et retour, regia di Alexandre Astruc (1948)
- Nel regno dei cieli (Au royaume des cieux), regia di Julien Duvivier (1949)
- Orfeo (Orphée), regia di Jean Cocteau (1950)
- ...e mi lasciò senza indirizzo (...Sans laisser d'adresse), regia di Jean-Paul Le Chanois (1951)
- Il guanto verde (The Green Glove), regia di Rudolph Maté (1952)
- Labbra proibite (Quand tu liras cette lettre), regia di Jean-Pierre Melville (1953)
- Saluti e baci, regia di Maurice Labro e Giorgio Simonelli (1953)
- La castellana del Libano (La châtelaine du Liban), regia di Richard Pottier (1956)
- Eliana e gli uomini (Elena et les hommes), regia di Jean Renoir (1956)
- Creature del male (L'Homme et l'enfant), regia di Raoul André (1956)
- Il sole sorgerà ancora (The Sun Also Rises), regia di Henry King (1957)
- Terra nuda (The Naked Earth), regia di Vincent Sherman (1958)
- Le radici del cielo (The Roots of Heaven), regia di John Huston (1958)
- Whirlpool, regia di Lewis Allen (1959)
- Dramma nello specchio (Crack in the Mirror), regia di Richard Fleischer (1960)
- Il grosso rischio (The Big Gamble), regia di Richard Fleischer e Elmo Williams (1961)
- Il sepolcro d'acqua (Maléfices), regia di Henri Decoin (1962)
- L'amour à la mer, regia di Guy Gilles (1963)
- Sciarada alla francese (Cherchez l'idole), regia di Michel Boisrond (1964)
- La capanna dello zio Tom (Onkel Toms Hütte), regia di Géza von Radványi (1965)
- Cento dollari d'odio, regia di Géza von Radványi (1965)
- La notte dei generali (The Night of the Generals), regia di Anatole Litvak (1967)
- Le Far-West, regia di Jacques Brel (1973)
- Lily, aime-moi, regia di Maurice Dugowson (1975)
- Belfagor - Il fantasma del Louvre (Belphégor - Le fantôme du Louvre), regia di Jean-Paul Salomé (2001)
- Jedermanns Fest, regia di Fritz Lehner (2002)

### Televisione
- Belfagor o Il fantasma del Louvre (Belphégor), regia di Claude Barma (1965) - serie TV
- Gala der Schallplatte, regia di Alexis Neve (1967) - film TV

## Libri
- Juliette Gréco: Una voce mitica racconta gli anni eccitanti di Saint-Germain-des-Prés (e di Sartre, Prévert, de Beauvoir...), Rusconi, Milano 1985 (traduzione italiana dell'autobiografia Jujube, 1982)
- Io sono fatta così, Dalai, Milano, 2015 (versione italiana di Je suis faite comme ça, 2012)